# Timo Scheider

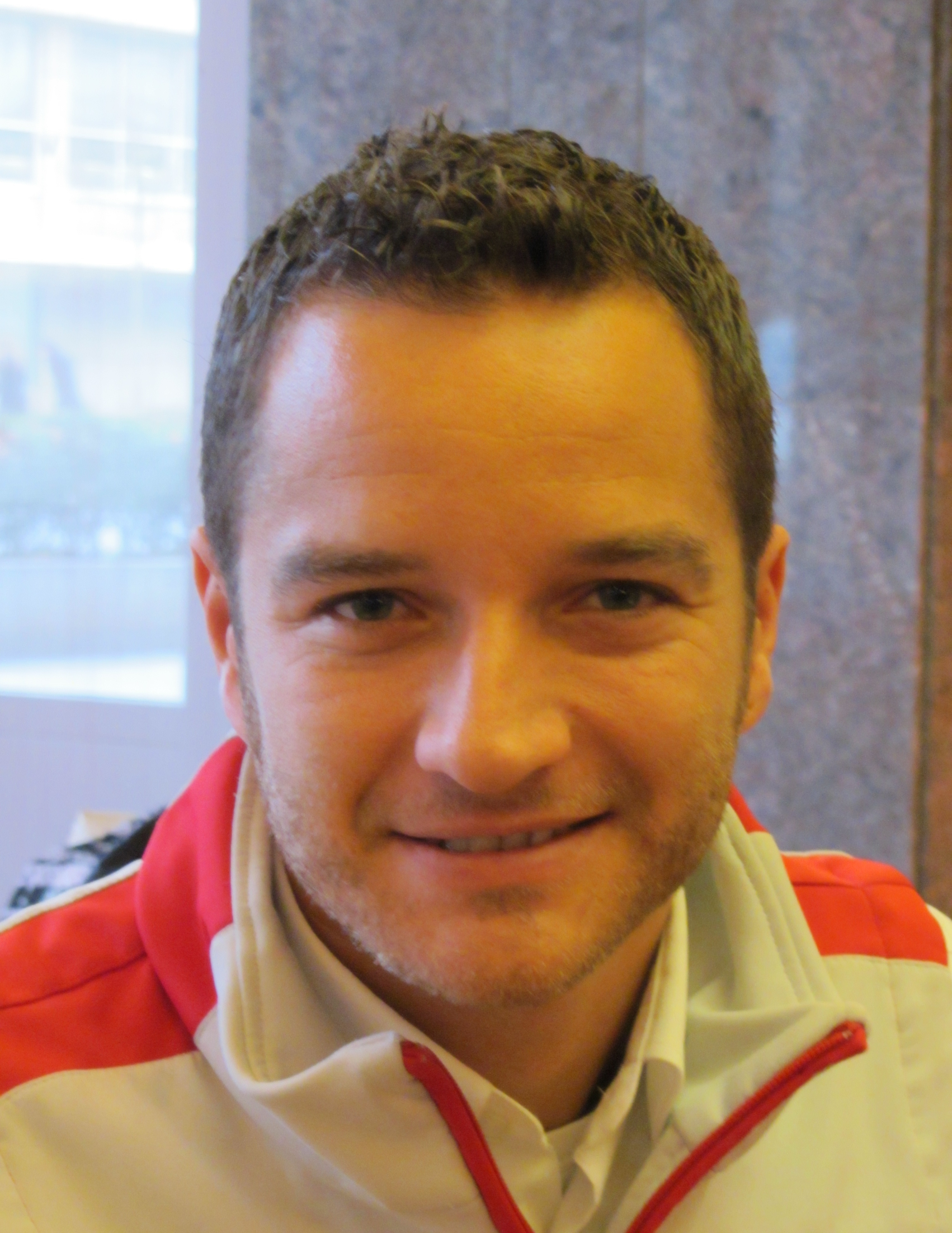
Timo Scheider.

Timo Scheider (Lahnstein, 10 november 1978) is een Duits autocoureur.

## Carrière
Timo Scheider begon zijn carrière bij het karten in 1989. In 1995 stapte hij in bij de Formule Renault en later in 1997 bij het Duitse Formule 3 kampioenschap. In 2000 maakte hij zijn debuut in de DTM waar hij op dat moment reed voor Opel. Hij bleef voor Opel rijden tot 2004. In 2005 verliet hij de DTM voor de FIA GT klasse waar hij met een Maserati MC12 racete. Een jaar later keerde hij terug naar de DTM waar hij voor Team Rosberg in een Audi A4 ging rijden. In 2008 won hij zijn eerste race in de DTM op Oschersleben. Later dat jaar werd Timo Scheider ook voor het eerst kampioen in de DTM tijdens de laatste race in Hockenheim. Rivaal Paul di Resta eindigde 4 punten achter hem in het klassement.
In oktober 2008 werd Timo Scheider uitgeroepen tot ADAC Coureur van het jaar.